# Văculești
Văculești is een Roemeense gemeente in het district Botoșani.
Văculești telt 2222 inwoners.